# Windsor Davies
Windsor Davies (* 28. August 1930 in Canning Town, London; † 17. Januar 2019) war ein walisischer Schauspieler und Sänger.

## Biografie
Davies, Sohn walisischer Eltern, arbeitete als Lehrer, bevor er 1961 mit der Schauspielerei begann. Er verbrachte seine Zeit zum Teil in Frankreich und zum Teil in England und war seit 1957 mit Eluned Lynne Evans verheiratet. Das Paar hat fünf Kinder. Die Casting Directorin Jane Davies ist seine älteste Tochter.
Windsor Davies wurde vor allem durch seine Rollen in den Comedyserien It Ain’t Half Hot Mum (1974) und Never the Twain (1981) sowie in der Science-Fiction-Serie Terrahawks (1983) bekannt.
Mit Don Estelle, seinem Schauspielpartner aus It Ain’t Half Hot Mum, nahm Davies in den 1970er Jahren mehrere Singles und zwei Alben auf. Das gemeinsame Lied Whispering Grass stieg im Mai 1975 bis auf Platz 1 der englischen Charts. Im Oktober des Jahres folgte mit Paper Doll ein zweiter, aber kleiner Hit auf Platz 41. Das Album Sing Lofty erreichte im Januar 1976 Platz 10 im Vereinigten Königreich.

## Diskografie

### Alben
- 1975: Sing Lofty (mit Don Estelle)
- 1978: Bless You for Being an Angel (mit Don Estelle)

### Singles
- 1975: Whispering Grass
- 1975: Paper Doll
- 1976: I Don’t Want to Set the World on Fire
- 1976: Nagasaki
- 1978: Java Jive
- 1979: Cool Water

* Alle angegebenen Tonträger sind Aufnahmen mit Don Estelle.

## Filmografie (Auswahl)
- 1962: Die Küchenbullen (The Pot Carriers)
- 1964: Vier Frauen und ein Mord (Murder Most Foul)
- 1965: Die Morde des Herrn ABC (The Alphabet Murders)
- 1966: Arabeske (Arabesque)
- 1966: Coronation Street (Fernsehserie, 2 Folgen)
- 1967: Doctor Who (Fernsehserie, 3 Folgen)
- 1968: Geheimauftrag K (Assignment K)
- 1968: Goldraub in London (L'oro di Londra)
- 1969: Frankenstein sucht ein neues Opfer (Frankenstein Must Be Destroyed)
- 1970: UFO (Fernsehserie, 1 Folge)
- 1970–1972: Task Force Police (Softly Softly: Task Force; Fernsehserie, 3 Folgen)
- 1971: Die Onedin-Linie (The Onedin Line; Fernsehserie, 1 Folge)
- 1971: Bettys roter Salon (Clinic Exclusive)
- 1972: Callan (Fernsehserie, 1 Folge)
- 1972: General Hospital (Fernsehserie, 9 Folgen)
- 1972: Mord nach Maß (Endless Night)
- 1974: Schütze dieses Haus (Bless This House; Fernsehserie, 1 Folge)
- 1974: Thriller (Fernsehserie, 1 Folge)
- 1975: Der total verrückte Mumienschreck (Carry On behind)
- 1976: Retter der Nation (Carry On England)
- 2000: Casualty (Fernsehserie, 1 Folge)
- 2004: My Family (Fernsehserie, 1 Folge)